# 公益管区古窑
公益管区古窑，位于中国广东省湛江市雷州市纪家镇公益管区，为湛江市雷州市的一个市级文物保护单位，类型为古遗址，公布时间为1992年12月9日。
公益管区古窑的历史年代为宋、元。